# 鈴木菊次郎 (軍人)
鈴木 菊次郎（すずき きくじろう、1889年 - 没年不詳）は、満洲国陸軍軍人、大日本帝国陸軍軍人。最終階級は満洲国陸軍少将。

## 経歴・人物
福岡県出身。1908年福岡県立中学修猷館を経て、陸軍戸山学校体操科、次いで陸軍騎兵学校を卒業。陸軍騎兵中佐に累進する。
1932年満洲国が建国すると、招聘され、満洲国陸軍騎兵上校に任ぜられる。少将に昇進し、靖安騎兵隊長を経て、奉天第一教導隊長に補せられる。1939年8月、ノモンハン事件において、満洲国陸軍の歩兵および騎兵各一団の数千人で構成される、鈴木支隊を率いて参戦し、ハンダガヤに展開した。1940年3月第一軍管区司令部附となる。